# Wzgórza Szymbarskie
Wzgórza Szymbarskie (kaszb. Szëmbarsczé Grzëpë) – pasmo wzniesień na Kaszubach. Jest to morena czołowa fazy pomorskiej, pozostałość czwartorzędowego zlodowacenia północnopolskiego. Poprzez wschodnie krańce Wzgórz Szymbarskich przebiega turystyczna Droga Kaszubska.

## Najwyższe wzniesienia
- Wieżyca – 328,6 m n.p.m. (będąca równocześnie najwyższym miejscem Niżu Polskiego)
- Zielona Góra – 265,6 m n.p.m.
- Złota Góra – 235,1 m n.p.m.
- Jastrzębia Góra – 227,2 m n.p.m.
- Dziewicza Góra – 226,0 m n.p.m.
- Tamowa Góra – 224,1 m n.p.m.
- Biskupia Góra – 223,2 m n.p.m.
- Zamkowa Góra – 223,0 m n.p.m.
- Chochowatka – 215,1 m n.p.m.

### Jeziora
Pomiędzy pasmem wzgórz w rynnach morenowych leżą jeziora:
- Jezioro Ostrzyckie
- Jezioro Patulskie
- Jezioro Dąbrowskie
- Lubowisko
- Jezioro Raduńskie Górne
- Jezioro Raduńskie Dolne
- Brodno Wielkie
- Małe Brodno
- Kłodno